# Foodora
Foodora GmbH è un'impresa tedesca con sede a Berlino di consegna pasti a domicilio: offre piatti di oltre 9000 ristoranti in vari paesi.
Usando l'applicazione per dispositivi mobili o il sito internet della società, i clienti trovano i ristoranti vicino a loro che consegnano al loro indirizzo, fanno un ordine che viene tracciato e attendono che l'ordine venga recapitato con un corriere in bicicletta.

## Storia

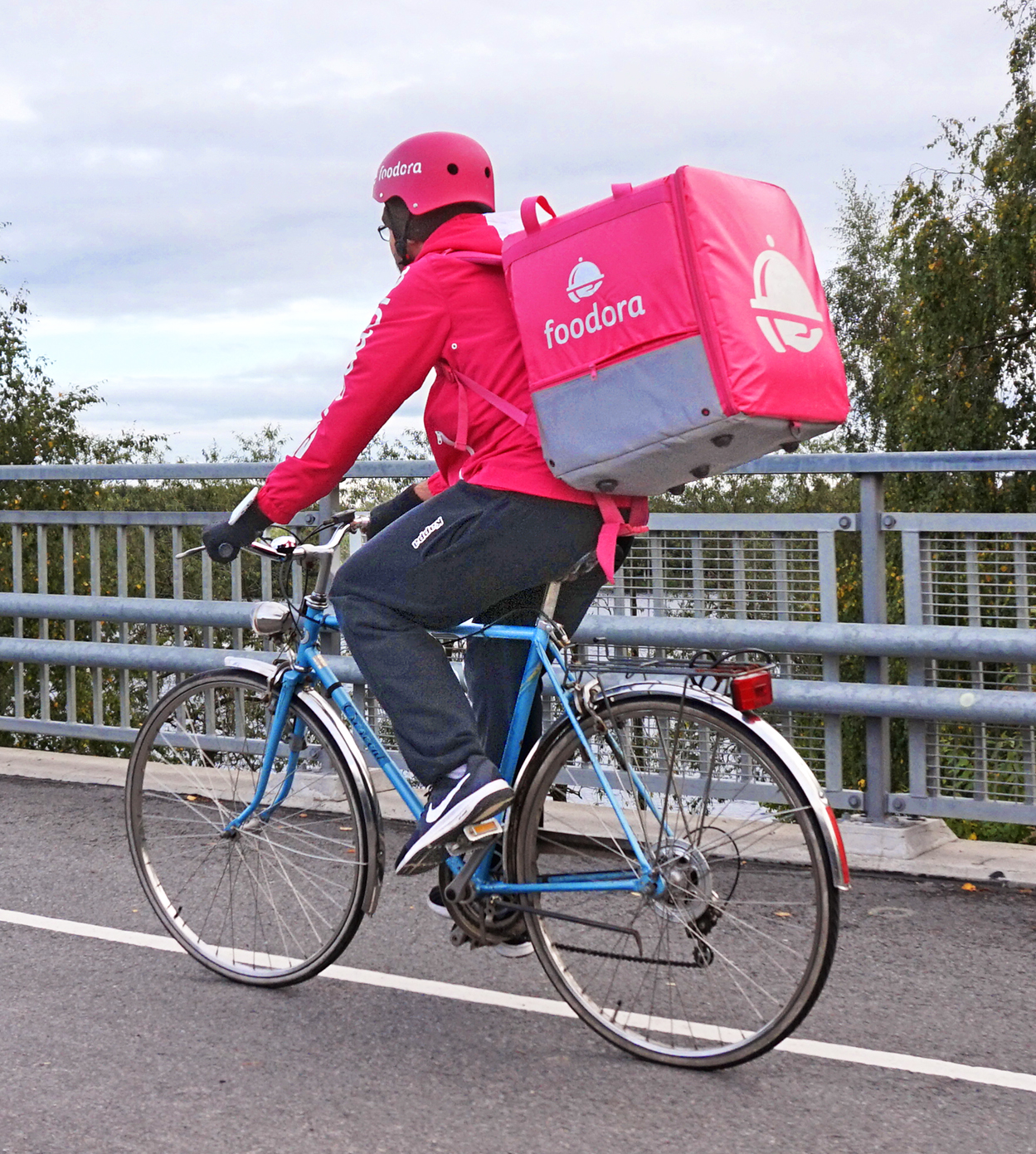
Un ciclofattorino di Foodora a Tampere

Foodora viene fondata con il nome di Volo GmbH a Monaco di Baviera nel 2014. Quando viene acquistata da Rocket Internet nell'aprile 2015, la società cambia nome e si trasferisce a Berlino. Nel giugno 2015 Foodora acquisisce altri servizi di consegna cibo a domicilio: Hurrier in Canada, Suppertime in Australia e Heimschmecker in Austria, i quali adesso operano tutti con il nome di Foodora.
Nel settembre 2015 Delivery Hero acquisisce Foodora da Rocket Internet. In seguito Foodora viene fusa con Urban Taste, società  appartenente al gruppo di Delivery Hero, operante nel mercato delle consegne di cibo a domicilio.
Ad agosto 2018 Delivery Hero annuncia la chiusura di Foodora in Italia, Paesi Bassi, Francia e Australia a causa della scarsa competitività del marchio in un mercato già dominato da altri concorrenti, in particolare dall’azienda inglese Deliveroo.

## Funzionamento
Utilizzando il sito Internet della società o l'applicazione per i dispositivi mobili, i clienti visualizzano i ristoranti vicino a loro, possono fare un ordine e pagare in rete. L'ordine viene preparato dal ristorante, ritirato dal corriere e consegnato al cliente finale in 30 minuti. Foodora offre sia servizi B2B che B2C.

## Presenza geografica
Sino all'estate 2018 Foodora opera in 10 paesi su scala globale: Germania, Austria, Francia, Italia, Paesi Bassi, Svezia, Norvegia, Finlandia, Canada e Australia. Nell'agosto 2018 ha deciso di chiudere le attività in Italia, Francia, Paesi Bassi e Australia.
In Italia la piattaforma di cibo a domicilio viene lanciata a Milano nel luglio 2015 e a Torino nel settembre 2015. Nel 2016, il servizio sbarca anche a Roma e Firenze, mentre nel 2017 Foodora arriva anche a Bologna e Verona. Nell'ottobre 2018 Foodora Italia è ceduta al gruppo concorrente spagnolo Glovo.

## Controversie
Nell'ottobre del 2016 un numero considerevole di ciclofattorini di Foodora della sezione milanese e torinese ha protestato per la differenza salariale negativa nei confronti degli stessi colleghi esteri. A seguito della manifestazione alcuni fattorini non sono più stati chiamati a lavorare per l'azienda e sei di loro hanno intentato una causa civile per essere riconosciuti come lavoratori dipendenti. Il Tribunale di Torino non ha accolto la loro richiesta. La Corte di Cassazione ha respinto il ricorso della società e ha riconosciuto i fattorini come lavoratori dipendenti a tutti gli effetti.